# DLT (grand magasin)
Pour les articles homonymes, voir DLT.

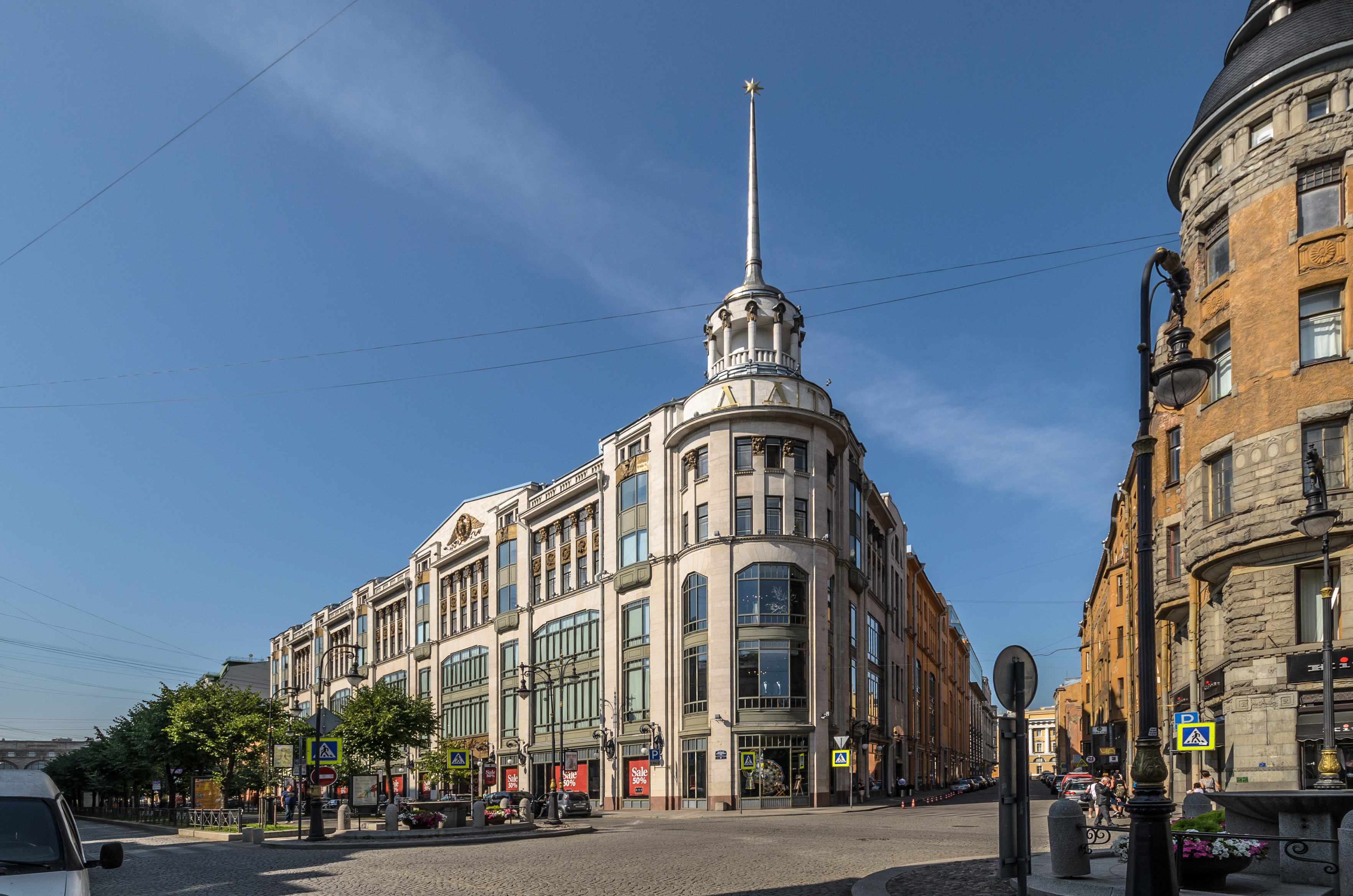
DLT en juillet 2014

DLT (en russe : ДЛТ: Дом ленинградской торговли — Dom Leningradskoy Torgovli, « Maison de Commerce de Leningrad ») est un grand magasin de Saint-Pétersbourg, en Russie, rouvert au milieu de l'année 2012 après une rénovation majeure, comme branche de la chaîne TsUM. DLT est situé 21-23 rue Bolshaya Konyushennaya, au nord de la perspective Nevski.

## L'histoire

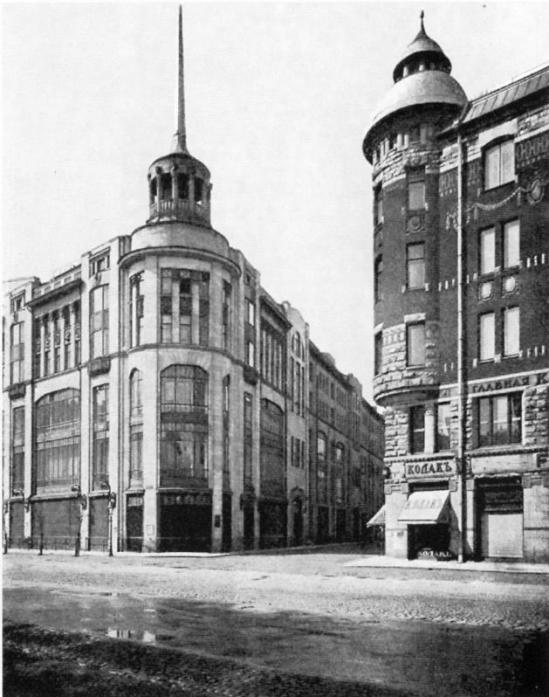
DLT dans les années 1910.

Le terrain sur lequel DLT s'est initialement développé appartenait au XVIIIe siècle à Artemy Volynskyï, un grand homme d'État de l'époque de Pierre le Grand. La maison Volynskyï était au no 21 et un petit hôtel, le Volkovskie Nomera, au no 23.
La structure actuelle a été bâtie pour abriter un magasin de détail à destination des officiers de la Garde. À l'époque, les officiers touchaient une solde élevée et s'attendaient à un mode de vie somptueux. La coopérative des officiers souhaitait que le magasin ne soit pas moins luxueux que le plus chic des grands magasins parisiens. Un concours d'architecture a été organisé, présidé par le célèbre architecte autrichien Otto Wagner, et l'entreprise allemande Wayss & Freytag a été choisie pour diriger la construction. Le magasin a ouvert en 1908 sous le nom de Dom Gvardeyskava ekonomicheskava obshchestva (Дом Гвардейскаго экономическаго общества), c'est-à-dire « Maison de la Société Économique de la Garnison », mais a acquis le surnom de Gvardeyskaya Ekonomka (Гвардейская экономка), ou « Magasin de Réduction de la Garde » en raison des prix réduits. Il s'agrandit en 1912-1913.
En 1918, après la révolution, le magasin a été réorganisé en bureaux et en « Premier Grand Magasin d'État » (Первый государственный универсальный магазин). En 1927, il est transformé à nouveau en « Maison de la coopération LSPO de Léningrad » (Дом ленинградской кооперации ЛСПО (Ленинградского совета потребительских обществ), et appelé plus simplement « LSD ». Dans les années 1930, il est devenu le magasin « Torgsin » et, en 1935, a pris son nom actuel.
En 2005, l'État a vendu l'immeuble à l'entreprise Mercury, leader du marché de détail en Russie pour la vente de produits de luxe. De 2005 à 2012, il a été rénové dans le but d'ouvrir une branche de la TsUm. La surface commerciale a augmenté de 9 000  à   18 000 m2 par ajout de deux étages supplémentaires.

## Galerie

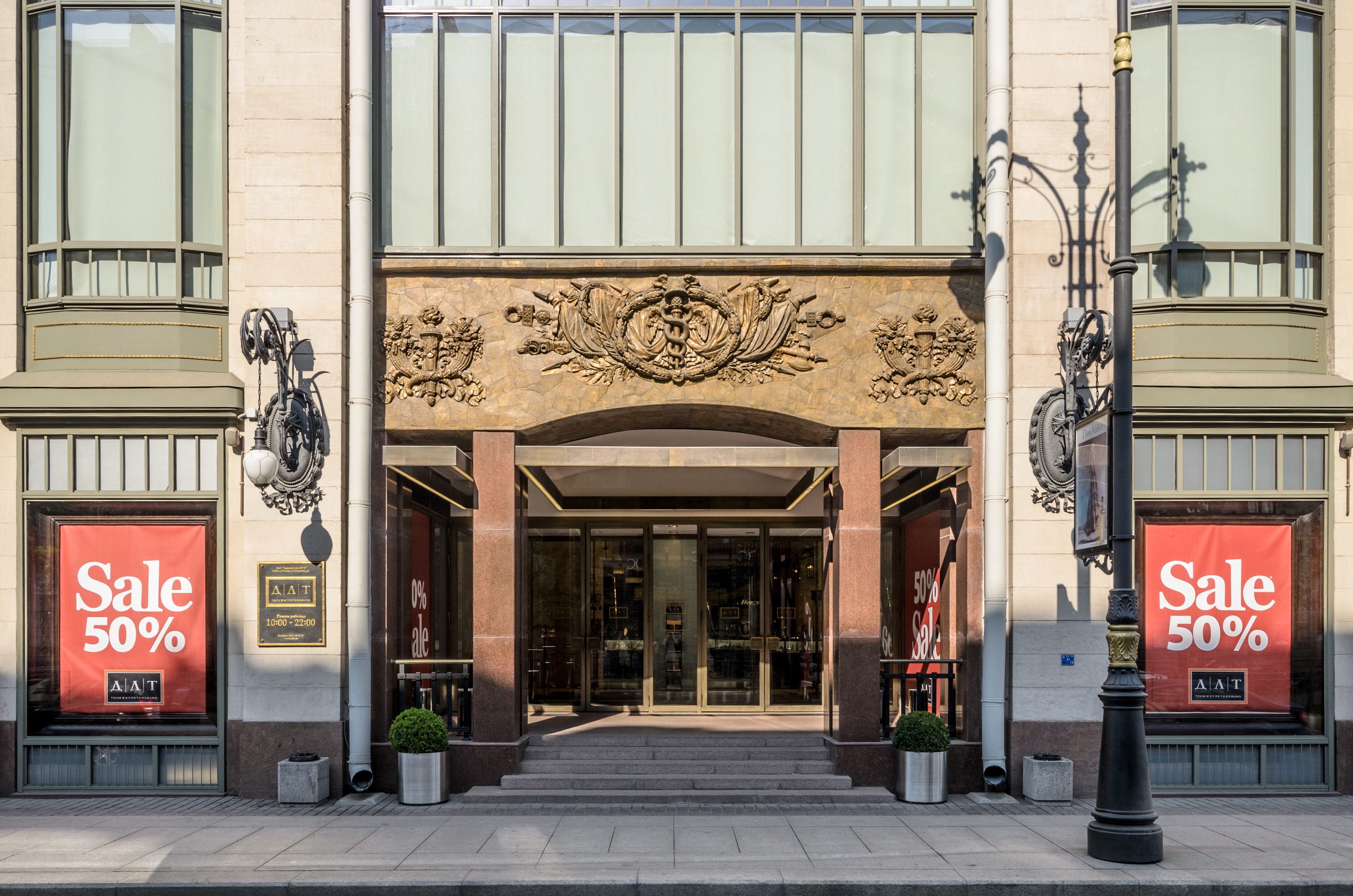
L'entrée principale
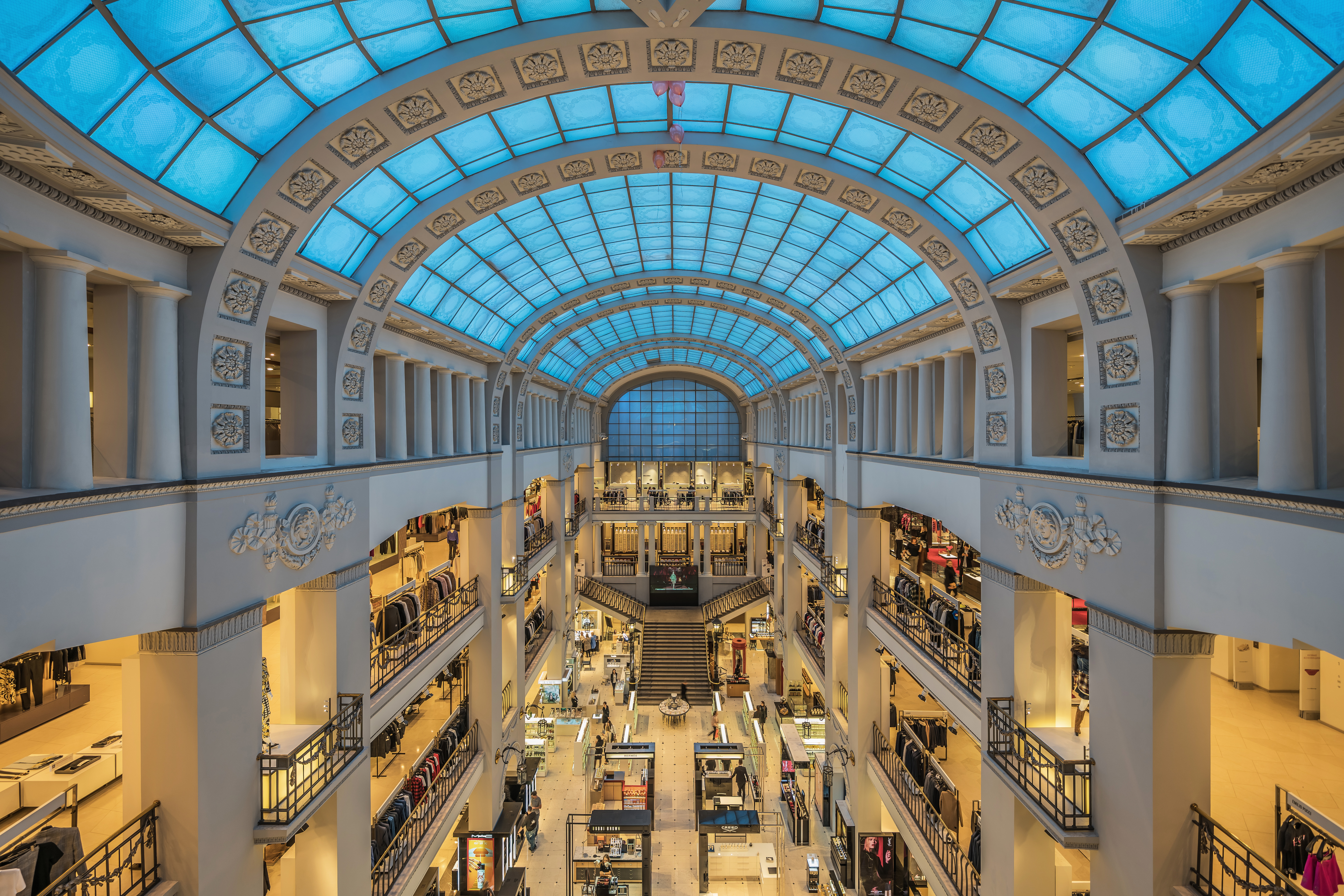
La verrière (architecture) du DLT